# Tommy en Tuppence
Tommy en Tuppence, (geboren als Thomas Beresford en Prudence L. Cowley), zijn twee fictieve detectives gecreëerd door Agatha Christie. Ze verschijnen voor het eerst in het boek De geheime tegenstander.

## Fictieve biografie
Tommy is een jonge roodharige Engelsman die vocht tijdens de Eerste Wereldoorlog waarin hij tweemaal verwondingen opliep. Tuppence is een jonge vrouw met zwart bobkapsel. Ze is een dochter van een conservatief aartsdiaken en werkte als vrijwilligster bij Voluntary Aid Detachment. Toen de oorlog afgelopen was, ontmoette de werkloze Tommy de eveneens werkloze Tuppence die hij kent van zijn kinderjaren. Samen beslissen ze om het detectivebureau "The Young Adventures" op te richten. Hun eerste zaak is op vraag van Mr Carter - die werkt voor de Britse geheime dienst - om Jane Finn op te sporen die in mysterieuze omstandigheden verdween met geheime documenten. Omdat ze slagen in deze taak wordt Tommy erfgenaam van een rijke oom. Tijdens die eerste zaak worden de twee verliefd en ze beslissen te trouwen.
Voor hun tweede zaak worden ze opnieuw benaderd door meneer Carter, maar ditmaal in opdracht van de Britse geheime inlichtendienst zelf. Wanneer ook die zaak met succes wordt behandeld, worden ze in dienst genomen.
Op zeker ogenblik beslissen de twee om de stoppen bij die inlichtingendienst en gaan ze weer zelfstandig aan de slag. Jaren later - tijdens de Tweede Wereldoorlog - worden ze opnieuw ingehuurd door de inlichtingendienst om op zoek te gaan naar Duitse spionnen en een vijfde colonne. De achterliggende reden voor die taak is dat ze niet meer gekend zijn bij de huidige medewerkers waaronder zich mogelijk mollen bevinden.
Jaren later onderzoeken ze de verdachte moord op tante Ada die stierf in een rusthuis. Dit onderzoek leidt tot een reeks onopgeloste kindermoorden uit het verleden waarin blijkt dat Tuppence ook een mogelijk doelwit was.
Op pensioenleeftijd kopen ze een woning waarin Tuppence een geschreven boodschap vindt in het kinderboek Moord in de bibliotheek waaruit blijkt dat gouvernante Mary Jordan aan een niet-natuurlijke dood stierf.